# Erika Gangl
Erika Gangl (* 19. Oktober 1939 in Linz; † 28. Februar 2000 ebenda) war eine österreichische Tänzerin, Choreografin und Pädagogin.

## Leben
Erika Gangl studierte Künstlerischen Tanz am Bruckner-Konservatorium in Linz (Reifeprüfung 1957) sowie Künstlerischen Tanz und Tanzpädagogik von 1958 bis 1961 an der Tanzabteilung der Akademie für Musik und darstellende Kunst (heute mdw) in Wien unter der Leitung von Rosalia Chladek. 1960 legte sie ihre Reifeprüfung im Fach Künstlerischer Tanz ab, 1961 die Pädagogische Reifeprüfung. Neben Rosalia Chladek, deren moderne Bewegungsmethode und vielfältiger Ausbildungsplan nachhaltig auf die Studierende wirkten, zählten zu Gangls weiteren Lehrenden u. a. Tamara Rauser und Toni Birkmeyer (Klassischer Tanz), Maria Josefa Schaffgotsch (Wiesenthal-Technik) sowie José de Udaeta (Spanischer Tanz) und Eva Campianu (Historischer Tanz). Nach Weiterbildungsaufenthalten in München bei Gustav Blank und Margarete Hasting eröffnete sie 1965 ihr erstes Tanzstudio in Linz. Sie übersiedelte das Studio mehrere Male und führte ab 1987 gemeinsam mit ihrem Partner Alfred Peschek das Bergtheater, das für Kurstätigkeit, Ausbildung und Aufführungen von Tanzabenden und Konzerten genutzt wurde, heute aber nicht mehr steht.
1967/68 begann ihre künstlerische Zusammenarbeit mit dem Neue Musik-Komponisten Peschek. Beim Linz Crash-Festival 1968 tanzte sie music for piano von John Cage und interpretierte die musikgrafische Notation poésies lyriques 1a pour danse seule von Peschek. Die choreografische Auseinandersetzung mit Neuer Musik, aber auch Rockmusik (Eela Craig) wurde zum Markenzeichen von Gangl.
Von 1973 bis 1976 veranstaltete das Künstler-Duo interdisziplinär angelegte Salons, die die Linzer Kunst-Avantgarde in dieser Zeit mitbestimmten. Ab 1976 implementierte Gangl an ihrem Studio eine zwei Jahre später mit dem Öffentlichkeitsrecht des österreichischen Bildungsministeriums versehene professionelle dreijährige Ausbildung für Künstlerischen Tanz und Tanzpädagogik.
1978 gründete Gangl eines der ersten freien Tanzensembles in Österreich nach dem Zweiten Weltkrieg: das Tanztheater 46, später Tanztheater Linz, zuletzt unter ihrem Namen Erika Gangl Tanzkompagnie.
Ab 1980 verzeichnete sie zunehmend Auslandserfolge. 1982 erfolgte die Uraufführung des international viel beachteten Tanztheaters Erdenklang mit computerakustischer Musik von Hubert Bognermayr und Harald Zuschrader im Rahmen des Ars Electronica Festivals im Brucknerhaus Linz.
Am 28. Februar 2000 erlag sie einem Krebsleiden und wurde posthum mit der Kulturmedaille der Stadt Linz ausgezeichnet. Auf Initiative der Buch-Autorinnen Andrea Amort, Tanja Brandmayr und Gerlinde Roidinger nahm die Stadt Linz 2023 den Namen Erika Gangl in den Walk of Fem auf der Ernst-Koref-Promenade zwischen Lentos-Museum und Brucknerhaus auf.
Am 30. Juli 2024 kam es im Rahmen der Buch-Präsentation Erika Gangl und der Neue Tanz (Verlag Hollitzer) beim Festival ImPulsTanz im Volkstheater Wien u. a. zu zwei Wiederaufführungen der legendären mehrteiligen Musikgrafiken von Alfred Peschek poésies lyriques durch Marina Koraiman (Reenactment), Rebekka Pichler (Tanz) und Till A. Körber (musikalische Leitung) sowie Sigrid und Peter Sommerfeld (Performance) mit Gerhard Schwärzler (Trompete und Schlaginstrument). Pescheks Elektronische Stücke waren Anlass für zwei musikalisch-choreografische Uraufführungen als Erinnerung und Weiterführung der Ganglschen Bewegungsprinzipien: Bruch-Stück von Günther Gessert (Komposition), Marina Koraiman (Anleitung) und Rebekka Pichler (Choreografie und Tanz) und Verflossene Form von Klaus Hollinetz (Komposition amselsang 2) und Karl Baumann (Tanz-Improvisation).

## Werke (Auswahl)
- Akiré, Musik: Alfred Peschek, Choreografie: Erika Gangl, Kammerspiele Linz, 1968
- music for piano, Musik: John Cage, Choreografie und Tanz: Erika Gangl, Linz Crash-Festival, 1968
- poésies lyriques 1a pour danse seule, insgesamt sieben musikgrafische Blätter von Alfred Peschek, Choreografie: Erika Gangl, Linz Crash-Festival, 1968
- Bolero, Musik: Maurice Ravel, Choreografie: Erika Gangl, 1975
- Überall ist Babylon, Musik: Alfred Peschek, Choreografie und Tanz: Erika Gangl, Salzburg-Anif, 1978
- Schrei aus den Tiefen des Lebens, Musik: Alfred Peschek, Choreografie: Erika Gangl, im Rahmen der Antifaschistischen Tage im Brucknerhaus Linz, 1978
- Divertimento, Sechs Orchesterstücke, Musik: Anton Webern, Choreografie: Erika Gangl, Walther-Theater Bozen, 1980
- Alborada del gracioso, Musik: Maurice Ravel, Choreografie: Erika Gangl, Linz 1981
- Atman, Tanz ohne Musik nach grafischen Blättern von Alfred Peschek, Choreografie: Erika Gangl, Ursulinenhof Linz, 1981
- Erdenklang, Tanztheater zur gleichnamigen Computersymphonie von Herbert Bognermayr und Harald Zuschrader, Choreografie: Erika Gangl. Auftragswerk der Ars Electronica Linz, Brucknerhaus Linz, 1982
- Parade, Mercure, Relâche II, Musik: Erik Satie, Choreografie: Erika Gangl, im Rahmen Die lange Nacht des Erik Satie, Brucknerhaus Linz, 1986
- Tuppanu – Spiel mit zwei Pauken und obligatem Entrée, Spiel, Tanz und Gestaltung: Erika Gangl, 1986 Stadtmuseum Nordico, Linz/1987 ORF-Konzert, Bergtheater Linz
- Quatuor pour la fin du temps, Musik: Olivier Messiaen, Choreografie: Erika Gangl, Festspiele Europäische Festwochen Passau, Stadttheater, 1998

## Publikationen
- Tanzstudio 1, hg. v. Alfred Peschek, dap-Verlag Linz 1971
- Tanzkompagnie / Tanzstudio Erika Gangl, hg. v. Alfred Peschek, dap-Verlag Linz 1994
- Tanja Brandmayr: Zeitgenössischer Tanz in Linz – Schwerpunkt freie Szene, Diplomarbeit, Johannes-Kepler-Universität Linz, 2004
- Tanja Brandmayr: Die Freien Theater-, Tanz, und Performancegruppen in Linz und OÖ. Bestandsaufnahme, pro mente Verlag, Linz, 2006
- Georgina Szeless: Alfred Peschek, Trauner Verlag, Linz, 2009
- Gerlinde Roidinger: Der Freie Tanz in Linz, BA-Arbeit, MUK-Universität Wien, 2012
- Erika Gangl und der Neue Tanz. Versuch einer kritischen Würdigung. Hg. v. Andrea Amort, Tanja Brandmayr, Gerlinde Roidinger. Hollitzer Verlag, Wien 2024, ISBN 978-3-99094-158-4